# Saint-Pierre-des-Fleurs
Saint-Pierre-des-Fleurs è un comune francese di 1 303 abitanti situato nel dipartimento dell'Eure nella regione della Normandia.

## Società

### Evoluzione demografica
Abitanti censiti